# NHK松前ラジオ中継局
NHK松前ラジオ中継局（エヌエイチケイまつまえラジオちゅうけいきょく）は、北海道松前郡松前町建石にあるNHK函館放送局ラジオ第1放送の中継局。正式な名称は、放送局としてはNHK松前放送局（中継局は通称）、送信施設としては松前ラジオ中継放送所である。

## 概要
当中継局は、NHKラジオ第1放送の中継局があり、渡島総合振興局南西部へ電波を発射している。周波数は日本独自の小電力中継局用チャンネル「Rチャンネル」を使用している。

## 中継局送信施設概要
| 周波数 （kHz） | 放送局名    | 空中線 電力 | 放送対象地域          | 放送区域 内世帯数 | 開局日          |
| -------------- | ----------- | ----------- | --------------------- | ----------------- | --------------- |
| 1161           | NHK 函館第1 | 100W        | 道南圏 （渡島・檜山） | 不明              | 1960年 12月23日 |

- 送信所置局住所は、松前郡松前町建石。

## その他

### NHK
場所によってはNHK青森放送局が受信できる場合がある。NHKラジオ第2放送は置局されておらず、NHK函館放送局亀田ラジオ放送所（JOVB,1467kHz,1kW）を受信する。場所によってはNHK秋田放送局大潟ラジオ放送所（JOUB,774kHz,500kW）が受信できる場合がある。

### 民間放送
民放ラジオの中継局は置局されておらず、HBC函館ラジオ送信所（JOHO,900kHz,5kW）とSTVラジオ函館ラジオ送信所（JOWN,639kHz,5kW）からの電波を受信している。場所によっては青森放送が受信できる場合がある。